# Chaetocladius makarchenkovi
Chaetocladius makarchenkovi är en tvåvingeart som beskrevs av Zelentov 2007. Chaetocladius makarchenkovi ingår i släktet Chaetocladius och familjen fjädermyggor. Inga underarter finns listade i Catalogue of Life.